# Henk Numan
Hendrik „Henk” Numan (ur. 13 czerwca 1955 w Amsterdamie, zm. 26 kwietnia 2018 w Landsmeer) – holenderski judoka. Brązowy medalista olimpijski z Moskwy.
Zawody w 1980 były jego jedynymi igrzyskami olimpijskimi. Po medal, pod nieobecność sportowców z części krajów Zachodu, sięgnął w wadze półciężkiej, poniżej 95 kilogramów (startował pod flagą olimpijską). Był brązowym medalistą mistrzostw świata w 1979 i wielokrotnym medalistą mistrzostw kraju, m.in. 7 razy zostawał mistrzem Holandii seniorów. Triumfator wojskowych MŚ w 1976 roku.  